# SakuLove
SakuLove（さくらぶ）は、かつて岡山県津山市を拠点に活動していた日本の女性ご当地アイドルである。

## 概要
- SakuLoveは岡山県津山市の観光・物産等PRキャラバン隊事業として発足。2011年4月から2012年3月までの1年間、津山市が活動を支援。「10～100歳までの男女、津山に何らかの縁がある」を応募条件にメンバーを募集。応募総数135名の中からメンバー7名（津山市出身5名、岡山市1名、倉敷市1名）が決定した。当初はユニット名がなく、「津山ご当地アイドル」で活動していた。ユニット名をインターネット投票で募集し、一番得票数の多かった「SakuLove（さくらぶ）」に決定。2011年6月19日の本格デビュー以降は「津山ご当地アイドル SakuLove（さくらぶ）」として活動。
- 2012年3月17日の「ご当地アイドルフェスタin津山」にて、今後の活動について発表した。発表内容は以下の通り。
  - 「津山ご当地アイドル SakuLove」は3月末で解散、4月より「美作国ご当地アイドル SakuLove」として活動（再結成）する。
  - 中嶋・真木(莉)・沼田・高尾の4人が「津山―」解散とともに卒業。湯浅・中尾・高橋の3人と新メンバーが「美作国―」となる。
  - 3月18日から4月8日まで追加メンバーを募集。応募条件は「美作地域（津山市・真庭市・美作市・鏡野町・奈義町・勝央町・美咲町・久米南町・西粟倉村・新庄村）在住者かつ10歳～20歳までの女性」。
- 2012年4月1日から「美作国ご当地アイドル SakuLove」として活動を開始。期間は美作国建国1300年記念事業と同じく2014年3月末までの2年間とし、「美作国建国1300年PR天使」「美作観光連盟観光フレンズ」としても活動した。

## 略歴
- 2011年
  - 2月3日 「つやまご当地アイドルもりあげ隊」発足。
  - 2月10日 - 3月10日 メンバーの募集を行う（応募総数135名）。
  - 3月19日 最終選考会。
  - 4月9日 メンバーお披露目。この時点ではユニット名はまだ決定しておらず、津山ご当地アイドルとして活動を開始。
  - 4月29日 - 6月1日 ユニット名の応募投票を行う。
  - 5月7日 ご当地勉強会の開催。
  - 6月19日 本格デビュー。ユニット名「SakuLove(さくらぶ)」の発表とオリジナル楽曲「gyuっと。(ぎゅっと。)」を初披露。
  - 7月1日 - 7月24日 楽曲コンテストコミュニティ CreoFUGAで「DonDon津山ホルモンうどん」の歌(楽曲のみ)を募集受付。

- 2012年
  - 3月17日　「ご当地アイドルフェスタin津山」開催。ステージ上で津山ご当地アイドルとしての解散と、美作国ご当地アイドルとしてのグループ再結成を発表。
  - 3月18日-4月8日　第2期SakuLoveメンバーを募集。
  - 3月31日　アルネ津山にて津山ご当地アイドルとしてのラストライブを開催。
  - 4月1日　美作国ご当地アイドルとして活動開始。美作観光連盟の観光フレンズとして任命。
  - 6月2日　新メンバー2名（真木(杏)・山本）が研修生として初お披露目。美作国建国1300年のPRキャラクターに就任。
  - 7月28日　新メンバーがダンス・歌唱に参加し始める。

- 2013年
  - 8月　NHK2013年度上半期連続テレビ小説「あまちゃん」にて企画された、地元のローカルアイドルがご当地自慢を紹介する町おこしキャンペーン「全国『あまちゃん』マップ」で岡山県担当に選ばれた。

- 2014年
  - 2月28日　3月末をもって活動を終了すると発表。
  - 3月29日　ゆのごう美春閣にてラストライブ「SakuLoveファイナル公演」を開催。
  - 3月31日　活動終了。

## メンバー

### 活動終了時の最終在籍メンバー
| 名前       | ニックネーム | イメージカラー | 生年月日      | 血液型 | 出身   | 年齢（活動終了時） | 備考 |
| ---------- | ------------ | -------------- | ------------- | ------ | ------ | ------------------ | --- |
| 中尾若奈   | わかなん     | 赤             | 1998年3月3日  | B型    | 津山市 | 16歳               | 活動終了後、KCE関西コレクションエンターテイメント1期生となり、大阪へレッスンに通う。 |
| 湯浅美南   | みぃな       | 黄             | 1997年9月26日 | O型    | 津山市 | 16歳               | 津山ご当地アイドル時のNNは「なぁみん」。 2015年6月、R:ui（るい）と2人組ユニット「Prunelle（プリュネル）」を結成（活動名義はMINAMI）。 その後erik@（エリカ）が加入し3人組となるが、同年12月卒業。 |
| 高橋麗奈   | れいこるん   | 水色           | 1999年3月1日  | A型    | 津山市 | 15歳               | 活動終了後ソロデビューし、2014年6月にライブを行ったが、同年8月に活動終了を発表。 |
| 真木杏奈   | あーなん     | ピンク         | 1998年5月5日  | A型    | 津山市 | 15歳               | 真木莉那の妹。 |
| 山本美桜菜 | みおたん     | 緑             | 1999年1月24日 | A型    | 美作市 | 15歳               | 活動終了後、岡山市の芸能事務所「HUGプロエンターテイメント」にアイドル研修生として所属。 2014年7月に、同事務所の研修生である倉林里凪（くらばやし さな）と2人組ユニット「8matsu（ハチマツ）」を結成。 8matsuは2015年7月に倉林の卒業により解散したが、同年9月に3人組新ユニット「Denim（デニム）」を結成。 |

### 卒業メンバー
4人とも、2012年3月31日（津山ご当地アイドル解散時）卒業。
| 名前     | ニックネーム | 生年月日       | 血液型 | 出身   | 年齢（卒業時） | 備考 |
| -------- | ------------ | -------------- | ------ | ------ | -------------- | --- |
| 中嶋真央 | まおまお     | 1992年10月11日 | A型    | 津山市 | 19歳           | |
| 真木莉那 | りーにゃ     | 1993年10月18日 | A型    | 津山市 | 18歳           | 卒業後、妹の真木(杏)が加入。現在はサンミュージック大阪に所属。2014年4月、淡路島ハンバーガール2期生となる。 メンバー脱退・ユニット編成変えを経て、2014年12月に西日本ハンバーガールZのリーダーとなる。 |
| 沼田桃歌 | ももちん     | 1995年3月1日   | O型    | 倉敷市 | 17歳           | |
| 高尾美有 | みゆゆ       | 1996年1月16日  | A型    | 岡山市 | 16歳           | 卒業後の活動詳細は高尾美有を参照。 |

## 活動履歴
| 日付          | 名称                                                                                 | 出演人数 | 内容 |
| ------------- | ------------------------------------------------------------------------------------ | -------- | --- |
| 2011/4/9      | 津山さくらまつり                                                                     | 7名      | 「津山ご当地アイドル」としてデビュー。 |
| 2011/4/10     | ご当地グルメPR販売                                                                   | 7名      | 津山さくらまつりにて津山ホルモンうどん、津山ロールをPR販売。 |
| 2011/4/29     | グリーンヒルズ津山グラスハウスリニューアルオープンイベント                           | 7名      | 抽選会とご当地グルメのPR販売、ユニット名投票受付開始。 |
| 2011/5/7      | 津山勉強会                                                                           | 7名      | 津山市観光センターにて津山の歴史や名産、物産について勉強する。 |
| 2011/5/15     | 第41回 まちなかガレージセール                                                        | 7名      | 津山市ソシオ商店街、アルネ津山東広場にてライブステージと初のサイン会を開催。 |
| 2011/5/18     | 津山ロール試食会                                                                     | 4名      | 津山市新産業創出機構にて行われた津山ロール夏verの試食会に参加。 |
| 2011/6/11     | 東洋大学同窓会                                                                       | 7名      | 東洋大学校友会岡山県支部同窓会に参加、ライブステージを行う。 |
| 2011/6/12     | 第6回 立正青葉学園学園祭                                                             | 7名      | 立正青葉学園学園祭にてライブステージを行い、来場者や生徒と交流。 |
| 2011/6/19     | 親子エコフェスタ2011                                                                 | 7名      | アルネ津山東広場特設ステージにて4/29から6/1まで投票受付中だったユニット名「SakuLove」とオリジナル曲「gyuっと。」を発表。 |
| 2011/6/19     | 映画「ホルモン女」凱旋上映会                                                         | 7名      | 津山文化センターにて4/29から6/1まで投票受付中だったユニット名「SakuLove」とオリジナル曲「gyuっと。」を発表。 |
| 2011/6/25     | 第3回 エフエムつやま公開ライブWeekendMuse                                            | 6名      | 津山市ソシオ商店街内エフエムつやま一階、京町スクエアにて東日本大震災復興支援ライブに出演 |
| 2011/6/26     | コスプレ☆フェスタin 岡山VIVRE VOL.0                                                  | 7名      | 岡山ビブレ A棟地下一階ライブスペースにてライブイベントに出演。 |
| 2011/7/2      | 第33回津山納涼ごんごまつりin吉井川 プレ一ヶ月イベント                                | 7名      | JR津山駅にて8/6、7に開催されるごんごまつりのPRイベントに参加 |
| 2011/7/2      | イオン津山SCイベントステージ                                                         | 7名      | イオン津山ショッピングセンターにてライブステージを開催 |
| 2011/7/10     | 美作の国じゃが。美作三湯女将さんによる「観光と物産展」                               | 7名      | 岡山駅 サンフェスタ岡山つどいの広場にてライブステージを開催 |
| 2011/7/16     | 萌えよ岡山!ご当地アイドル～夏の陣～                                                  | 7名      | 倉敷REDBOXにて岡山、香川等のご当地アイドルと共演、オリジナル缶バッジを販売 |
| 2011/7/17     | Honda Cars津山大商談会 in 鏡野ドーム                                                 | 7名      | 鏡野ドームにてライブステージを開催 |
| 2011/7/18     | 津山こどもまつり                                                                     | 6名      | アルネ津山四階にて開催されたこどもまつりにてごんごまつりPRの為出演 |
| 2011/7/23     | 第14回 2011全日本地ビールフェスタin津山 パフォーマンスステージ                       | 6名      | 津山市ソシオ商店街で開催された地ビールフェスタにてライブステージ、当日は同商店街にある「赤のれん」から提供された浴衣を着てのステージを行う。 |
| 2011/7/29     | 三市友好交流都市提携30周年記念パネル展&津山納涼ごんごまつりPRイベント                | 6名      | 津山市役所にて津山市・出雲市・諫早市の提携30周年を記念したパネル展PRとごんごまつりのPRに参加、当日は湯浅が出雲市・出雲大社の巫女装束を、沼田が諫早市ののんのこ祭りの衣装をそれぞれ着て「gyuっと。」を披露。 |
| 2011/7/29     | 三市友好交流都市提携30周年記念交流会                                                 | 7名      | 島根県出雲市にて行われた三市友好交流都市30周年記念交流会にて津山の観光等をPR。 |
| 2011/7/30     | 第14回 2011全日本地ビールフェスタin津山 パフォーマンスステージ                       | 7名      | 津山市ソシオ商店街で開催された地ビールフェスタにてライブステージ、当日は浴衣を着てのステージを行う。 |
| 2011/7/30     | 津山市川崎町納涼祭                                                                   | 7名      | 津山市川崎町にて行われた納涼祭にてライブステージとサイン色紙等を賞品にしたジャンケン大会を開催。 |
| 2011/7/31     | お滝まつり                                                                           | 7名      | 津山市加茂町トヤの夫婦滝にて行われたお滝まつりに参加、同時に県北写真連盟による写真撮影会を開催。 |
| 2011/8/6-7    | 第33回津山納涼ごんごまつり                                                           | 6名      | 津山市吉井川河川敷にて開催されたごんごまつりにてライブステージを行う、6日に行われた創作おどりコンテストには司会アシスタント、審査員としても参加。 |
| 2011/8/11     | サマーフェスティバル2011                                                             | 6名      | 津山市草加部パナソニックAVCネットワークス社津山工場にてライブステージと各種催しのアシスタントに参加。※主催者の意向により告知無し |
| 2011/8/14     | 加茂の夏まつり                                                                       | 7名      | 津山市立加茂中学校グラウンドにてライブステージを開催。 |
| 2001/8/21     | 24時間テレビ「愛は地球を救う」～イオンモール倉敷プレゼンツ チャリティホール          | 7名      | イオンモール倉敷にて開催されたチャリティイベントに参加、募金の呼びかけや、ライブステージを開催。 |
| 2011/9/4      | 鏡野産業まつり                                                                       | 7名      | 鏡野ドームにて開催された鏡野町と周辺地域の特産品等をPRするイベントに出演、ライブステージと物販を開催。 |
| 2011/9/11     | イオン高松SCイベントステージ                                                         | 5名      | 香川県にあるイオン高松SCにて香川ご当地アイドルである「きみともキャンディ」と共にライブステージを開催、約400名程の来場者が観覧した。 |
| 2011/9/11     | Swagg cafe&loungライブイベント                                                       | 5名      | 「きみともキャンディ」が定期公演をしているライブハウスにてライブイベントを開催。 |
| 2011/9/17     | 津山国際総合音楽祭オープニングセレモニー                                             | 6名      | 津山市ソシオ一番街エフエム津山前にてオープニングセレモニーに参加、「上を向いて歩こう」を来場者全員で歌うパフォーマンスを行う。 |
| 2011/9/23     | 津山国際総合音楽祭まちなかコンサート                                                 | 6名      | 津山市アルネ津山東広場にてまちなかコンサートに参加、5日後に誕生日を迎える湯浅へファンが誕生日サプライズを行う。 |
| 2011/10/1     | おかやまB級ご当地グルメフェスタin真庭                                                | 4名      | 岡山県真庭市にて津山ホルモンうどんのPRを行い、ステージにてライブパフォーマンスを行う。 |
| 2011/10/2     | ファジアーノ岡山×サガン鳥栖戦ファジステージ                                          | 7名      | 津山陸上競技場で開催されたファジアーノ岡山ホームゲームのファジステージにて新曲と新衣装の披露を行う。 |
| 2011/10/8     | 2011秋のおかやま桃太郎まつり                                                         | 7名      | 岡山城内中段イベントスペース、山陽新聞社内さん太広場の二ヶ所にてライブパフォーマンスを行う。 |
| 2011/10/9     | 勝央町金時祭                                                                         | 6名      | 勝央町祭り広場ステージにてライブパフォーマンスを行う。 |
| 2011/10/9     | 第40回津山市民スポーツ祭                                                             | 6名      | 津山陸上競技場にて行われたスポーツ祭にて東西力比べ(綱引き)の応援とライブパフォーマンス、大抽選会のアシスタントを行う。 |
| 2011/10/10    | かあちゃんグルメグランプリ&公共交通祭り                                              | 6名      | 井原鉄道車両基地、井原駅前広場会場にてライブパフォーマンスを行う。 |
| 2011/10/10    | 萌えよ岡山!ご当地アイドル～秋の陣～                                                  | 7名      | 倉敷REDBOXにて開催されたイベントにてライブパフォーマンスを行う。この日誕生日の近い中嶋と真木（莉）へのバースデーサプライズが他メンバー5人やファンによって行われる。 |
| 2011/10/14    | 全国餃子サミット出動式                                                               | 1名      | 津山市コミュニティーセンター・あいあいにて開かれた全国餃子サミットの出動式にて湯浅が司会を担当。 |
| 2011/10/15    | 美作の観光と物産展                                                                   | 6名      | 大阪府豊中市新千里にあるせんちゅうパル南広場にて開催された物産展にてライブパフォーマンスと観光物産PRを行う。 |
| 2011/10/29    | 第6回津山スイーツフェスタ                                                            | 7名      | 津山市元魚町商店街ならびにソシオ商店街にて行われたスイーツフェスタにてライブステージと物販を行う。 |
| 2011/10/30    | 第29回久米ふるさとまつり                                                             | 7名      | 津山市久米総合運動公園にて開催されたふるさとまつりにてライブステージと物販を行う。 |
| 2011/11/1     | 津山ホルモンうどん壮行式                                                             | 3名      | 津山市コミュニティーセンター・あいあいにてB-1グランプリに出場する津山ホルモンうどんの壮行式に参加、奈義町ダンススクールチーム・ベリーズと一緒に津山ホルモンうどんを応援。 |
| 2011/11/3     | 2011 ウエストランド大開店祭                                                          | 5名      | ウエストランドにてCD発売PRインストアイベントを開催。 |
| 2011/11/3     | 第7回MIMA商店街                                                                      | 5名      | 津山市中心市街地、今津屋橋商店街付近にて行われた美作大学ニュークリエイターズ主催のイベントに参加、SakuLoveグッズの販売や、写真の展示、鉄道模型カフェでのウェイトレスを行う。 |
| 2011/11/5     | 備前岡山ええじゃないか2011                                                           | 6名      | 岡山市表町周辺等で開催され、高島屋、天満屋ハピータウン岡北店にてライブステージとCD販売を行う。 |
| 2011/11/5     | クレド クリスマスツリーライティングイベント                                          | 6名      | クレド岡山にて行われたクリスマスツリー点灯式に参加、ライブステージとCD販売を行う、この日はクリスマスイベントということで「赤鼻のトナカイ」を歌い、イベントを盛り上げた。 |
| 2011/11/6     | 第22回出雲街道津山城東むかし町                                                       | 6名      | 城東町並保存地区にて開催され、オープニングにてライブステージを行う。 |
| 2011/11/6     | 美作スローライフ列車の旅 出発式                                                      | 6名      | JR津山駅にて美作の風景や鉄道遺産を見て回る列車の旅の出発式にて乗車された方々のお見送りに参加。 |
| 2011/11/6     | 湯郷Bell×AS狭山                                                                      | 6名      | 津山陸上競技場にて開催された試合にて湯郷Bellの応援としてライブステージを行う。 |
| 2011/11/6     | 第47回 津山高専 弥生祭                                                               | 6名      | 津山工業高等専門学校にて行われた学園祭にてライブステージを行う。ライブ後は会場外にて写真撮影会を行い、学生やファンとの交流を行なった。 |
| 2011/11/12-13 | 第6回B級ご当地グルメの祭典!B-1グランプリin HIMEJI                                    | 7名      | 兵庫県姫路市姫路城周辺にて開催されたB-1グランプリにて津山ホルモンうどんの販売補助とPRステージでのライブを行う。 |
| 2011/11/19-20 | 秋の津山城 2011 ご当地グルメフェスティバル&つやま地域産品まつり                      | 4名-6名  | 津山城（鶴山公園）にて開催されたイベントにてご当地グルメのPRとステージを行う。 |
| 2011/11/20    | 第16回つやまロボットコンテスト                                                       | 6名      | 津山工業高等専門学校にて開催されたロボットコンテストにてステージを行う。コンテストにはSakuLove賞があり、受賞したのは小中学生の部「加茂中学校 Sponge bob」高校一般の部「津山高専 Soken Air」の2組。 |
| 2011/11/23    | お年寄りに贈る感謝のバラエティショウ                                                 | 4名      | 加茂町文化センターで開催されたイベントにてステージを行う。 |
| 2011/11/27    | 県北写真連盟 秋のモデル撮影会                                                        | 5名      | 津山城（鶴山公園）にて県北写真連盟による撮影会にモデルとして参加、撮影された写真は同連盟の写真展で数点展示予定。 |
| 2011/12/10    | ブックセンター・コスモ津山店CD販売・握手・サイン会                                   | 7名      | ブックセンターコスモ津山店にてCD販売PRとして握手・サイン会を行う。 |
| 2011/12/10    | アイスランド津山オープンイベント                                                     | 7名      | 津山陸上競技場内アイスランド津山にてオープニングイベントに参加、リンク内特設ステージにてライブを行う。 |
| 2011/12/10    | エフエムつやまWeekendMuse                                                            | 7名      | 津山市ソシオ一番街エフエムつやまライブイベントに参加、クリスマス前ということでサンタのコスチュームでステージを行う。 |
| 2011/12/11    | イオンモール津山インストアイベント                                                   | 7名      | イオンモール津山内特設ステージにてライブを行う。 |
| 2011/12/17    | タワーレコード岡山店インストアイベント                                               | 6名      | 岡山OPA内タワーレコード岡山店にてインストアイベントを開催、店頭に置いてあるCDが完売する。 |
| 2011/12/23    | 2011歳の市・つやまほっと記念日                                                       | 6名      | 津山市中心市街地商店街にてライブステージや抽選会のお手伝いを行う。 |
| 2011/12/23    | 津山ロータリークラブクリスマス例会                                                   | 6名      | |
| 2012/1/8      | R1Bカップ                                                                            | 5名      | 岡山市桃太郎アリーナで行われたバスケイベントにてステージとauとのコラボとしてクリアファイルを配布する。 |
| 2012/1/28     | 東京・横浜フェアin岡山                                                               | 6名      | JR岡山駅にて行われた観光イベントにてステージを行う。ステージでは津山のPRの他にauのPRも行う。 |
| 2012/2/11     | イオンモール鳥取北バレンタインライブ                                                 | 6名      | イオンモール鳥取北にてライブを開催、バレンタインが近いということでチョコレートを来場者に配布。鳥取初ライブ。 |
| 2012/2/12     | イオンモール津山バレンタインライブ                                                   | 7名      | イオンモール津山にてライブを開催、auとコラボし、クリアファイルと期間限定のポストカードが貰える引換券を配布、バレンタインが近いということでチョコレートも来場者に配布。 |
| 2012/2/18     | OMOSIRO-7                                                                            | 7名      | 岡山市のライブハウス、クレイジーママキングダムにて開催されたイベントでライブ、デビュー曲である「gyuっと。」を作曲した「ボクん家」と初共演、当日は真木(莉）・中嶋の両名がホルモンうどんを販売する等も行う。 |
| 2012/2/19     | 「津山・真庭・新見」3市合同雛まつりPR                                                | 4名      | JR岡山駅にて津山・真庭・新見の3市合同で行う雛まつりイベントのPRに参加、駅構内のPRにつき混雑が予想される為、公式HPのスケジュールには記載していない。 |
| 2012/3/3      | 萌えよ岡山!～頂上決戦雛祭り～                                                        | 7名      | 倉敷REDBOXにて倉敷市を中心に活動しているご当地アイドル「S-Qty」との2マンliveを行う。S-Qtyの代表曲のひとつ「Soldier」のラストを一緒に歌う等、初コラボも実現した。 |
| 2012/3/4      | 津山城下町雛めぐり                                                                   | 5名      | 津山市中心市街地アルネ津山周辺商店街にて行われたひな祭りイベントに参加、当日は津山～勝山間を走るひなまつり列車のお見送りや雛人形の前での記念撮影などを行ない、商店街に賑わいを与えていた。 |
| 2012/3/17     | 津山さくらまつりPRお花見列車出発式                                                   | 7名      | JR津山駅にて津山さくらまつりPRの為に運行されるお花見列車の出発式に参加、運転士の守分良郎津山運転区長に花束を贈呈し、まつりのパンフレットを乗客に配布した。 |
| 2012/3/17     | ご当地アイドルフェスタin津山                                                         | 7名      | 津山文化センターにて岡山・四国のご当地アイドル4組が集まり、ライブイベントを開催、津山市のSakuLoveの他にS-Qty(倉敷)、きみともキャンディ(香川)、そして初共演となるひめキュンフルーツ缶（愛媛）が出演。新曲「ほんならね」を初披露し、3/3に発表した「LovePhone」を収録したCDも発売した。そしてこの日、2012年4月以降の活動や卒業メンバーについての説明があった（先述）。 |
| 2012/3/20     | 第3回ご当地キャラクターフェスティバル                                                | 6名      | 玉野市おもちゃ王国にて開催されたご当地キャラクターフェスティバルに参加、ライブを行う、当日はタイアップしているauから新作のコラボグッズとしてNEWverのクリアファイルが配布された。 |
| 2012/3/24.25  | まるごと高知祭                                                                       | 6名      | 津山市ウエストランドにて開催された高知県の特産物等を紹介、販売するイベントに参加、高知県のご当地アイドルであるはちきんガールズと共演する。 |
| 2012/3/31     | 津山ご当地アイドル・ラストライブ                                                     | 7名      | アルネ津山にて津山ご当地アイドルとしてのラストライブを開催。中嶋・真木（莉）・沼田・高尾が卒業し、津山ご当地アイドル「SakuLove」としての活動を終えた。 |
| 2012/4/1      | 津山さくらまつり                                                                     | 3名      | 美作国ご当地アイドル「SakuLove」として活動を再開、美作観光連盟の観光フレンズに任命された。 |
| 2012/4/8      | 津山さくらまつり                                                                     | 3名      | 湯浅・中尾・高橋の3名にてライブを行う。 |
| 2012/4/15     | 津山加茂郷フルマラソン全国大会                                                       | 3名      | 湯浅・中尾・高橋の3名にてライブを行う。 |
| 2012/5/13     | あわくら温泉まつり                                                                   | 3名      | 西粟倉村のお祭りで、湯浅・中尾・高橋の3名にてライブや餅投げ等を行う。 |
| 2012/5/20     | IDOL SUMMIT Vol.8                                                                    | 3名      | 倉敷REDBOXでのアイドル総勢15組によるライブに出演。 |
| 2012/6/2      | イオンモール津山 新メンバーお披露目会＆美作国建国1300年ＰＲ天使委嘱式                | 5名      | イオンモール津山にて新メンバー2名（真木（杏）・山本）をお披露目するとともに建国1300年のPRキャラクターに就任。 |
| 2012/6/3      | わっしょいカーニバル西大寺                                                           | 5名      | 西大寺観音院通りで行われたご当地アイドル3組によるライブに出演。 |
| 2012/6/9      | GreenFesta2555 第11回青葉祭                                                          | 4名      | 安楽院（倉敷市呼松）で行われたイベントでライブを行う。 |
| 2012/6/23     | イズミゆめタウン高梁店土曜夜市スタートイベント                                       | 4名      | イズミゆめタウン高梁店で行われたイベントでライブを行う。 |
| 2012/7/14     | 夏たびフェアin岡山                                                                   | 4名      | JR岡山駅前東口広場で行われたイベントでライブと観光PRを行う。 |
| 2012/7/14     | IDOL SUMMIT Vol.14                                                                   | 5名      | 倉敷REDBOXでのアイドル総勢8組によるライブに出演。 |
| 2012/7/15     | サマージャンボ5億円宝くじ発売記念！地域振興まつり                                    | 5名      | 山陽新聞本社さん太広場で行われたイベントでライブを行う。 |
| 2012/7/15     | 夏たびフェアin岡山                                                                   | 5名      | ＪＲ岡山駅前東口広場で行われたイベントでライブと観光ＰＲを行う。 |
| 2012/7/15     | まなみのりさ presents 瀬戸っ娘☆ライオット2012                                        | 5名      | まなみのりさ主催の合同ライブに出演。他の出演者：ひめキュンフルーツ缶、山口活性学園、nanoCUNE。 |
| 2012/7/27     | 美作商工会in武蔵                                                                     | 5名      | 美作市大原の夏祭りに出演。 |
| 2012/7/28     | イオンモール津山2ndシングル発売記念ライブ                                            | 5名      | イオンモール津山で2ndシングル発売記念ライブを行う。 |
| 2012/7/28     | 津山市川崎町内会納涼祭り                                                             | 5名      | カワイハウス駐車場で行われた夏祭りでライブを行う。 |
| 2012/7/29     | 倉敷REDBOX 店長就任5周年BLACK NIGHT                                                  | 4名      | 倉敷REDBOXで一般バンドに交じって出演。 |
| 2012/8/4      | イオンモール津山ごんごまつりスペシャルライブ                                         | 4名      | ごんごまつりのPRとライブ。 |
| 2012/8/4      | 津山納涼ごんごまつり                                                                 | 4名      | ごんごまつりでライブとごんご踊りに参加。 |
| 2012/8/5      | イオンモール津山ごんごまつりスペシャルライブ                                         | 5名      | ごんごまつりのPRとライブ。 |
| 2012/8/5      | 津山納涼ごんごまつり                                                                 | 5名      | ごんごまつりでライブに参加。 |
| 2012/8/8      | ソシミエール津山                                                                     | 5名      | 夏祭りのライブに出演。 |
| 2012/8/9      | 芳野病院お涼み会                                                                     | 4名      | 鏡野町の病院施設で行われたお涼み会でライブ。 |
| 2012/8/11     | タワーレコード岡山店                                                                 | 5名      | インストアライブ。 |
| 2012/8/12     | 倉敷REDBOX 岡山アイドル３組合同ライブ                                                | 4名      | 岡山のアイドル（S-Qtyとピー☆スカット）と合同でライブ。 |
| 2012/8/19     | イオンモール高松 きみともキャンディ＆SakuLove合同リリースライブ                      | 5名      | きみともキャンディとの合同ライブ。 |
| 2012/8/21     | アリオ倉敷 S-Qty＆SakuLove合同リリースライブ                                         | 5名      | S-Qtyとの合同ライブ。 |
| 2012/8/21     | 倉敷REDBOX S-Qty&きみともキャンディ＆SakuLove合同ライブ                              | 5名      | S-Qty・きみともキャンディとの合同ライブ。 |
| 2012/8/26     | イオンモール倉敷 24時間テレビチャリティーイベント                                    | 5名      | 募金のお手伝いとライブ。春香クリスティーンのチャリティーオークションのお手伝い。 |
| 2012/9/1      | SakuLoveと体験する美作国ツアー（蒜山編）                                             | 5名      | 蒜山高原で名物ジンギスカンを食べて写真撮影会、その後湯郷温泉美春閣でライブと夕食を楽しむツアーを開催。 |
| 2012/9/17     | ロコドルサミット2012                                                                 | 5名      | 大阪の湊町リバープレイスで開催された全国の14組のご当地アイドルが出演した「ロコドルサミット2012」に出演。メインステージ他、船上でのライブを行った。 |
| 2012/9/23     | 岡山湯郷Belle岡山県DAY                                                               | 5名      | 津山陸上競技場での岡山湯郷Belle対伊賀フットボールクラブくノ一の試合前にステージライブ。 |
| 2012/9/23     | IDOL SUMMIT Vol.32                                                                   | 5名      | 他のアイドルとの合同ライブ。 |
| 2012/9/30     | 海の市・山の市2012                                                                   | 5名      | 蒜山高原の物産展でのステージライブ。 |
| 2012/9/30     | 神話博しまね                                                                         | 5名      | しまね魅力発信ステージでのステージライブ。 |
| 2012/10/6     | ファジアーノ岡山・ファジステージ                                                     | 5名      | 津山陸上競技場でのファジアーノ岡山対アビスパ福岡の試合前にステージライブ。 |
| 2012/10/6     | 第1回定期公演「SakuLoveと温泉で心もカラダもぽっかぽか」                              | 5名      | 湯郷温泉美春閣での初の単独公演。 |
| 2012/10/7     | IDOL SUMMIT Vol.35、Vol.36                                                           | 5名      | 愛媛・松山サロンキティでのアイドルとの合同ライブ。 |
| 2012/10/14    | 津山警察署防犯PRイベント                                                             | 5名      | 一日津山警察署セイフティーメイツに就任、防犯パトロール出発式に出席。 |
| 2012/10/14    | 道の駅 風の家誕生祭“風のまつり”                                                      | 4名      | 蒜山高原の道の駅風の家芝生広場でのステージライブ。 |
| 2012/10/20-21 | B-1グランプリin北九州                                                                | 5名      | 福岡県北九州市で開催されたB-1グランプリで津山ホルモンうどん研究会ブースのお手伝いとライブ。 |
| 2012/10/27    | 岡山放送2012おかやま元気まつりinコンベックス岡山                                     | 5名      | OHK主催イベントでの美作国建国1300年祭PRとライブ。生中継出演。 |
| 2012/10/28    | 津山市田熊地区三世代交流活性化ふれあい事業（秋祭り）                                 | 5名      | 田熊八幡神社境内特設ステージでのライブ。 |
| 2012/11/3     | 第48回弥生祭                                                                         | 5名      | 津山工業高等専門学校の学園祭でのライブ。 |
| 2012/11/4     | かつたふれあいまつり                                                                 | 5名      | 美作市勝田総合支所前特設会場でのライブ。 |
| 2012/11/4     | 第２回定期公演「SakuLoveと温泉で心もカラダもぽっかぽか」                             | 5名      | 湯郷温泉美春閣での単独公演。 |
| 2012/11/17    | おかやまご当地グルメフェスタin備前                                                   | 3名      | 美作国建国1300年祭PRとライブ。 |
| 2012/11/18    | ＪＡ兵庫西ふれあいフェスタ2012                                                       | 3名      | ステージライブ。 |
| 2012/11/23    | ラジオ関西生放送出演                                                                 | 3名      | 美作国建国1300年祭PR。 |
| 2012/11/24    | 津山城秋のご当地グルメフェスティバル                                                 | 5名      | 美作国建国1300年祭PRとライブ。 |
| 2012/11/25    | REDBOX 8th ANNIVERSARY“萌えよ岡山！ご当地アイドル”                                   | 5名      | ステージライブ。 |
| 2012/12/1     | 津山警察署歳末防犯PR                                                                 | 3名      | 歳末防犯のPR。 |
| 2012/12/8     | 3rdシングルリリースイベント TSUTAYAノースランド店                                    | 5名      | |
| 2012/12/8     | 3rdシングルリリースイベント 津山ブックセンター本店                                   | 5名      | |
| 2012/12/8     | 3rdシングルリリースイベント イオンモール津山                                         | 5名      | |
| 2012/12/15    | ㈱日本旅行 SakuLoveおもてなしツアー(1日目)                                           | 5名      | 奥津温泉足踏み洗濯撮影会、花美人の里などを観光。定期公演鑑賞、美春閣宿泊。 |
| 2012/12/15    | 第3回定期公演「SakuLoveと温泉で心もカラダもぽっかぽか」                              | 5名      | 湯郷温泉美春閣での単独公演。 |
| 2012/12/16    | ㈱日本旅行 SakuLoveおもてなしツアー(2日目)                                           | 3名      | 湯郷温泉街散策、ボウリング大会、津山市内観光。 |
| 2012/12/23    | 3rdシングルリリースイベント TSUTAYAブックス ウエストランド店                         | 5名      | |
| 2013/1/12     | 第4回 湯原温泉しし祭り                                                               | 5名      | ステージライブ。午前と午後の2回。湯原の小学生3人組「ほっとラブ」も参加。 |
| 2013/1/14     | 3rdシングルリリースイベント タワーレコード アリオ倉敷店                              | 4名      | my♪ラビッツ・S-Qty・山口活性学園アイドル部と合同ステージライブ。サイン＆握手会。 |
| 2013/1/14     | 萌えよ岡山!!2013年~新春へびの陣にょろ~@倉敷REDBOX                                    | 5名      | my♪ラビッツ・S-Qty・山口活性学園アイドル部・Chelip・きみともキャンディ・S★KIPと合同ライブ。 |
| 2013/1/19     | 第7回 津山スイーツフェスタ                                                           | 3名      | アルネ津山 4F 地域交流センターにてチケット販売のお手伝い及びＰＲ。元魚町商店街挨拶廻り。マルイ本店前にて物販など。 |
| 2013/1/26     | 3rdシングルリリースイベント イオンモール鳥取北                                       | 3名      | ミニライブ＆物販。13時からと15時からの2ステージ。 |
| 2013/1/27     | 3rdシングルリリースイベント ブックセンターコスモ津山店                               | 3名      | 店内での握手･サイン会。店外で撮影会。 |
| 2013/2/15     | SakuLoveオリジナルフレーム切手『美作国ご当地アイドルSakuLove』発売                   |          | 当日イベントは無し。販売郵便局は岡山県内の郵便局（238局）にて。価格は1シート1200円で、ネット販売もあり。 |
| 2013/2/17     | ㈱日本旅行 『SakuLoveと行く美作国日帰りバスツアー』                                  | 4名      | イチゴ狩り。ボーリング対決。ランチは美咲町名物『卵かけごはん』。ツアーの最後はSakuLove定期公演。 |
| 2013/2/17     | SakuLoveオリジナルフレーム切手発売記念贈呈式                                         | 5名      | 湯郷温泉美春閣で定期公演開演前(16:40～)に実施。 |
| 2013/2/17     | 第4回定期公演「SakuLoveと温泉で心もカラダもぽっかぽか」                              | 5名      | 湯郷温泉美春閣での単独公演。 |
| 2013/3/2      | 玉野競輪開設62周年記念「瀬戸の王子杯争奪戦」                                         | 5名      | 玉野競輪場でのミニライブ。 |
| 2013/3/3      | IDOL SUMMIT in アリオ倉敷 ～ひな祭りSP～                                             | 5名      | 他のアイドルとの合同ライブ。 |
| 2013/3/3      | IDOL SUMMIT Vol.45 ～ひな祭りSP～                                                    | 5名      | 倉敷REDBOXでの他のアイドルとの合同ライブ。 |
| 2013/3/16     | 春たびフェアin岡山                                                                   | 5名      | JR岡山駅東口広場での美作国建国1300年のPRとミニライブ。 |
| 2013/3/16     | インストアイベント＠タワーレコード岡山店                                             | 5名      | サイン＆握手会。 |
| 2013/3/17     | まるごと高知祭                                                                       | 5名      | マルイウエストランド店での高知のご当地アイドルはちきんガールズとの合同ライブ。 |
| 2013/3/23     | お弁当のつるやスペシャルコラボライブ                                                 | 3名      | お弁当のつるや×SakuLoveコラボ弁当の発売を記念したミニライブをつるや勝北店と鏡野店で開催。 |
| 2013/3/24     | 第5回定期公演「SakuLoveと温泉で心もカラダもぽっかぽか～高橋麗奈 生誕祭～」           | 4名      | 湯郷温泉美春閣での単独公演。高橋の生誕祭、12時開演。 |
| 2013/3/24     | 第5回定期公演「SakuLoveと温泉で心もカラダもぽっかぽか～中尾若奈 生誕祭～」           | 4名      | 湯郷温泉美春閣での単独公演。中尾の生誕祭、15時開演。 |
| 2013/3/30     | 中四国縦断アイドル祭り～春一番～                                                     | 5名      | 倉敷REDBOXでの他のアイドルとの合同ライブ。 |
| 2013/3/31     | S-Love-Qty感謝祭                                                                     | 5名      | SakuLove活動2周年記念、ソシミエール津山でのS-Qty・my♪ラビッツとの合同ライブ。 |
| 2013/4/3      | 美作国建国1300年記念祝賀セレモニー                                                   | 5名      | 鶴山公園でのセレモニー出席＆ミニライブ。津山駅でのNARUTO列車お出迎えセレモニーも。 |
| 2013/4/6      | S-Qty・SakuLove・my♪ラビッツ 合同インストアライブ                                    | 4名      | タワーレコード広島店でのS-Qty・my♪ラビッツとの合同ライブ。湯浅は欠席。 |
| 2013/4/6      | S-Qty・my♪ラビッツ・SakuLove インストアライブ～ぼっけぇ岡山のアイドル3組がやってくる | 4名      | フジグラン広島でのS-Qty・my♪ラビッツとの合同ライブ。湯浅は欠席。 |
| 2013/4/20     | 第6回定期公演「SakuLoveと温泉で心もカラダもぽっかぽか」                              | 5名      | |
| 2013/4/21     | 美魔女社長より召集令状下る！アイドル大集合SP～鳥井社長生誕祭～@倉敷REDBOX            | 5名      | S-Qty・my♪ラビッツの所属事務所である有限会社Stylishの鳥井貴美子代表取締役社長の生誕祭で、SakuLoveを含め中四国・関西を中心に多数のアイドルが出演。 |
| 2013/4/21     | IDOL SUMMIT in アリオ倉敷                                                            | 5名      | |
| 2013/5/5      | 美作国建国1300年記念事業 開幕記念式典                                                | 5名      | 津山文化センターにて。式典のオープニングアクトとして「JUMP!!!」を披露。 |
| 2013/5/18     | 萌えよ岡山！ご当地アイドル～IDOL vs TECHNO 薫風の陣～＠倉敷REDBOX                    | 5名      | 翌19日開催のS-Qty定期ライブにゲスト出演するテクノポップユニット「CANDLES」とテクノアイドル「Cutie Pai」の来岡に合わせて開催。 |
| 2013/5/25     | 2013近畿・中国・四国 B-1グランプリin津山                                             | 5名      | 津山文化センター前特設ステージにて。LIVEパフォーマンス、司会のアシスタントなど。 |
| 2013/5/26     | 第7回定期公演「SakuLoveと温泉で心もカラダもぽっかぽか」                              | 5名      | 真木（杏）の生誕祭。ゲストに姉の真木（莉）を招き生誕サプライズを敢行。その他、ももいろクローバーZの楽曲でダンス披露など。 |
| 2013/6/9      | イオンモール津山インストアLIVE                                                       | 5名      | ステージの向きがエスカレーターの下に平行に設置された。13時～と15時～の二部。 |
| 2013/6/15     | 第8回定期公演「SakuLoveと温泉で心もカラダもぽっかぽか」                              | 5名      | |
| 2013/6/16     | ロコティスシアターIROHA Vol.1                                                        | 5名      | IROHA劇場（香川県高松市） |
| 2013/6/23     | あさひ さくらグループ 結成10周年発表会                                               | 5名      | 上齋原文化センターヴァルトホールにて。藤間勘勢雀の会／あさひ さくらグループ／SORA（マジシャン）／SakuLove …他 |
| 2013/6/30     | KIDS DREAM FESTA 2013                                                                | 5名      | 県下最大級のキッズフェスタ ダンス・ファッションショー・アイドルステージ（ハグプロ（HUGPROエンターテイメント）メンバー・SakuLove etc…） |
| 2013/7/6      | 湯郷Belle vs INAC神戸戦 ミニライブ＠岡山kankoスタジアム                              | 3名      | 中尾、湯浅、山本の3名参加。試合前にスタジアム外特設ステージでミニライブ。その後物販を行った。 |
| 2013/7/13     | 第16回2013全日本地ビールフェスタin津山                                               | 5名      | アルネ津山東広場特設ステージ。17時、19時のステージ＋物販1回を行った。 |
| 2013/7/26     | パナソニックサマーフェスティバル2013                                                 | 5名      | パナソニック株式会社AVC社岡山工場駐車場にてライブステージ出演。物販も。 |
| 2013/7/27     | 第9回 さぬき満月まつり                                                               | 5名      | 屋島山上 県木園 集いの広場にて。昼と夜の部の2ステージ＋物販2回を行った。 |
| 2013/7/28     | 第9回定期公演「SakuLoveと温泉で心もカラダもぽっかぽか」                              | 5名      | 新衣装披露。出し物で「二人の愛ランド」「夏のお嬢さん」披露など。 |
| 2013/8/3      | イオンモール津山インストアLIVE                                                       | 5名      | 13時～と15時～の二部。 |
| 2013/8/11     | 今さらですが、SakuLove メイド的喫茶を始めます。Vol.1                                 | 5名      | メンバーがネコ耳とエプロンを装着。オリジナルドリンクが振舞われた。 |
| 2013/8/14     | 加茂の夏まつり                                                                       | 5名      | 津山市立加茂中学校グラウンドにて。物販なし。ライブ後にミニ撮影会。 |
| 2013/8/18     | お宝大ビンゴ大会＠お宝発見 岡山店                                                    | 5名      | ライブが２部。間にビンゴ大会。ビンゴ大会の進行に参加した。 |
| 2013/8/24     | 第10回定期公演「SakuLoveと温泉で心もカラダもぽっかぽか」                             | 5名      | 第10回記念祝いでファンから５色の花束が贈呈された。 |
| 2013/9/8      | 今さらですが、SakuLove メイド的喫茶を始めます。Vol.2                                 | 5名      | |
| 2013/9/22     | あっ晴れ！おかやま文化☆みらい祭（FM岡山公開録音）                                    | 5名      | アルネ津山東広場にて。 |
| 2013/9/23     | 第4回おもちゃフェスティバル                                                          | 5名      | 湯郷温泉街にて。 |
| 2013/9/23     | 第11回定期公演「SakuLoveと温泉で心もカラダもぽっかぽか」                             | 5名      | 湯浅の生誕祭。アンコールMC中に生誕サプライズを敢行。 |
| 2013/9/28     | ロコティスシアターVol.4                                                              | 5名      | TOKIWA劇場(香川県高松市)にて。1部、2部ともにトリで出演。 |
| 2013/10/14    | 第12回定期公演「SakuLoveと温泉で心もカラダもぽっかぽか」                             | 5名      | |
| 2013/10/19    | 三井造船運動会2013                                                                   | 4名      | 真木（杏）は欠席。 |
| 2013/10/19    | 今さらですが、SakuLove メイド的喫茶を始めます。Vol.3                                 | 4名      | 真木（杏）は欠席。 |
| 2013/10/20    | たまごまつり～第5幕～                                                                | 4名      | 真木（杏）は欠席。 |
| 2013/10/27    | 2013武蔵まつり                                                                       | 5名      | 2回のライブ、お菓子投げ、商品引き渡し。 |
| 2013/11/3     | 津山高専弥生祭2013                                                                   | 5名      | 雨の野外ステージでのライブとなったが、メンバーは傘を差して歌唱した。 |
| 2013/11/3     | イオンモール津山インストアLIVE                                                       | 5名      | 16時からの1部のみ。LIVE前にクリスマスツリーの点灯式も行われた。 |
| 2013/11/9     | 勝北秋の文化祭&子供ステージフェスティバル                                            | 4名      | 中尾は欠席。 |
| 2013/11/10    | 今さらですが、SakuLove メイド的喫茶を始めます。Vol.4                                 | 5名      | |
| 2013/11/16    | HondaCars津山 秋の大商談会 ふれあいHonda in 鏡野ドーム                               | 5名      | |
| 2013/11/16    | 鏡野夢広場 味覚祭                                                                    | 5名      | 鏡野ドームでのイベント中に急遽告知。ミニライブを開催。 |
| 2013/11/23    | HUGHUG WORLD 2013                                                                    | 5名      | |
| 2013/11/24    | 第13回定期公演「SakuLoveと温泉で心もカラダもぽっかぽか」                             | 5名      | |
| 2013/11/30    | ロコティスシアターVol.6                                                              | 3名      | TOKIWA劇場(香川県高松市)にて。中尾、真木（杏）は欠席。 |
| 2013/12/1     | ATCご当地めぐり（岡山編）                                                            | 5名      | |
| 2013/12/8     | マツダファンフェスタ2013                                                             | 5名      | |
| 2013/12/15    | 第14回定期公演「SakuLoveと温泉で心もカラダもぽっかぽか」                             | 5名      | |
| 2013/12/22    | 今さらですが、SakuLove メイド的喫茶を始めます。Vol.4                                 | 5名      | |
| 2013/12/23    | イオンモール津山インストアLIVE                                                       | 5名      | 13時～と15時～の二部。 |
| 2013/12/27    | NHK岡山ニュースもぎたて！ハイライト2013～表町商店街から中継～                        | 4名      | 17：10からの生中継にゲスト出演。真木（杏）は欠席。 |
| 2014/1/11     | 井原線開業１５周年 井原線ワンコインデー「沿線キャラクター大集合！」                  | 4名      | |
| 2014/1/12     | HUG PRO new year live 2014 in ライブ ワン セピア                                     | 4名      | |
| 2014/1/13     | 萌えよ岡山！ご当地アイドル～新春あけおめの陣～                                       | 5名      | |
| 2014/1/18     | 第15回定期公演「SakuLoveと温泉で心もカラダもぽっかぽか」                             | 4名      | |
| 2014/1/26     | 『今さらですが、SakuLove メイド的喫茶を始めます。Vol.6』                             | 3名      | |
| 2014/2/15     | 今さらですが、若奈と美南の二人でもできるもん（トークショー）                         | 2名      | |
| 2014/2/23     | 第16回定期公演「SakuLoveと温泉で心もカラダもぽっかぽか」                             | 4名      | |
| 2014/2/23     | 【緊急企画】SakuLove交流会『SakuLoveといつ交流するの？今でしょ！』                   | 4名      | |
| 2014/3/2      | イオンモール綾川 インストアLIVE                                                      | 4名      | |
| 2014/3/21     | 美作国建国1300年記念事業 閉幕セレモニー                                              | 5名      | |
| 2014/3/29     | SakuLoveファイナル公演                                                               | 5名      | |

## 楽曲
・オリジナル楽曲
| 曲名                       | 作詞者                          | 作曲者                      | 編曲者             | 備考 |
| -------------------------- | ------------------------------- | --------------------------- | ------------------ | --- |
| gyuっと。                  | 大森健司(ボクん家),ビザビ       | 大森健司(ボクん家)          | 小野洋平(ボクん家) | |
| GO ON,GO!                  | 中川翔太,ビザビ                 | 中川翔太                    | MOLMO PLUG         | |
| Don Don 津山ホルモンうどん | 津山ホルモンうどん研究会,ビザビ | 440                         | 440                | 津山ホルモンうどんのPRソング。 |
| Love Phone                 | 小野功輔                        | 小野功輔                    | MOLMO PLUG         | |
| ほんならね                 | 中江寛                          | 當眞健司･小野洋平(ボクん家) | 小野洋平(ボクん家) | |
| JUMP!!!                    | 中江寛                          | SHUN                        | MOLMO PLUG         | 美作国建国1300年をイメージして作られた楽曲。建国1300年記念事業の公式イメージソングではないが、同事業の開幕式典で披露するなどほぼ公式に近い扱いである。 |
| アネ❤カレ                  | 大森健司（ボクん家）            | 大森健司（ボクん家）        | Team Anthology     | |
| 恋するリンゴ               | 三宅陽子                        | 木村篤史                    | 木村篤史           | |
| アイラビュー、トゥー‼      | 石合彩加（Scotch）              | 石合彩加（Scotch）          | MOLMO PLUG         | |
| Kiraki☆Love                | 山翠うあん,永山久徳             | 山翠うあん                  | 山翠うあん         | SakuLoveの楽曲で唯一カラオケ（DAM）で配信されている。                                                                                                  |

・カバー楽曲
| 曲名             | 作詞者 | 作曲者                     | 編曲者   |
| ---------------- | ------ | -------------------------- | -------- |
| 君に、胸キュン。 | 松本隆 | 細野晴臣,坂本龍一,高橋幸宏 | 依田和夫 |

## シングル
- 1stシングル「gyuっと。」2011/10/25発売　価格1,000円（完売）
- 限定シングル「ほんならね/Love Phone」2012/3/17発売　価格500円 (完売）
- 2ndシングル「JUMP!!!」2012/7/28発売　価格1,500円
- 3rdシングル「恋するリンゴ」2012/12/8発売　価格1,500円

## メディア出演

### テレビ
- NHK「岡山ニュースもぎたて」
- テレビ津山「こんにちは市役所さん
- 山陽放送「RSKイブニング 5時、「ユタンポ」、「Voice21」
- 西日本放送「RNC News evrey」、「24時間テレビ「愛は地球を救う」
- 岡山放送「ゆるあつ」、「温たいむ」、「ゆるまる」
- テレビせとうち「天気予報フィラー」「ワク！どき！探検隊」
- テレビ朝日系列「タモリ倶楽部」
- 瀬戸内海放送「スーパーJチャンネル」
- 日本テレビ系列「満天☆青空レストラン」
- oniビジョン「ニュースわいど」
- ソシミエール津山テレビＣＭ（岡山放送等）
- わらや倶楽部テレビＣＭ（テレビ津山）

### ラジオ
- JAPAN FM NETWORK「flowers」
- RSKラジオ「キャンパスラジオ」
- FM岡山「FreshMorningOKAYAMA」
- レディオモモ「未来への情熱★キックオフ!」
- エフエムつやま「津山ベース」、「愛のウテコルン劇場」、「ロボコン特別番組」、「SakuLoveのエコLove」
- ラジオ関西「原田伸郎！のびのび金曜日」

### 雑誌
- タウン情報おかやま 2011年3月号、7月号、8月号、11月号、12月号
- 岡山県北タウン情報誌JAKEN 2011年7月号、2012年1月号、2012年2月号
- サンデー毎日 2011年7月31日号
- BOMB 2011年10月号
- 東京グラフィティ 2011年末発売1月号
- MAMOR 2011年末発売2月号
- B-1グランプリ公認 極ウマ完全ガイド2011
- U.M.U AWARD 2011 オフィシャルブック 2012 ご当地アイドル大図鑑
- BUBKA 2012年5月号
- CM NOW Vol.157 2012年7/8月号　『特選!!編集部が選んだご当地アイドル29組』
- 地域づくり Vol.278 2012年8月号　『ご当地自慢のキャラクターによる地域活性化』
- あえるアイドル大百科 2012宝島社
- ＣＡＲトップ2012年12月号
- ローカルアイドルパーフェクトガイド（イカロスムック）　2013年2月26日発売

### WEB
- Flying Postman Press
- 津山瓦版
- U.M.U AWARD 2011、2012
- ウレぴあ総研 2012年注目のご当地アイドルは!?
- OHK岡山放送・OH!くん10周年特別企画「OH！くんUstream」、チャレンジNo.10「美作ご当地アイドルSakuLoveのかわいいダンスに挑戦！」　（2012年5月1日、湯浅・高橋のみ出演）
- 「SakuLove × 湯郷温泉カップルプラン2013」CM（YouTube）
- WEB TJ OLOVE　「萌えろ岡山弁！」（2013年4月～）

### 新聞
- 山陽新聞
- 毎日新聞
- 毎日新聞
- 読売新聞
- 産經新聞
- 朝日新聞
- 信濃毎日新聞
- 日経新聞